# ARGES (onderzoeksproject)

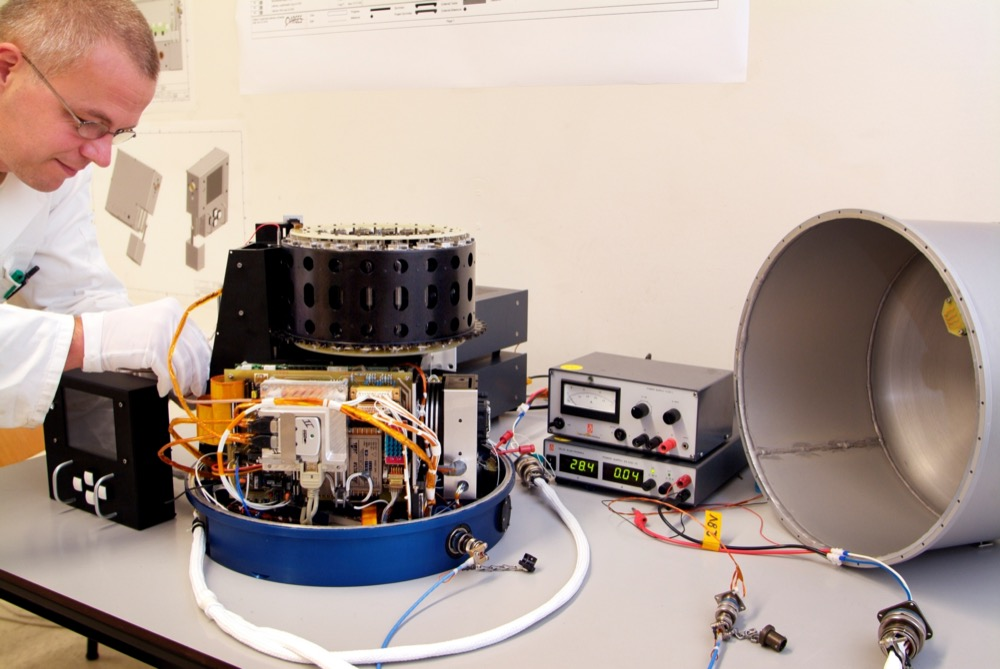
Carrousel van metaalhalidelampen wordt voorbereid voor de Delta-missie

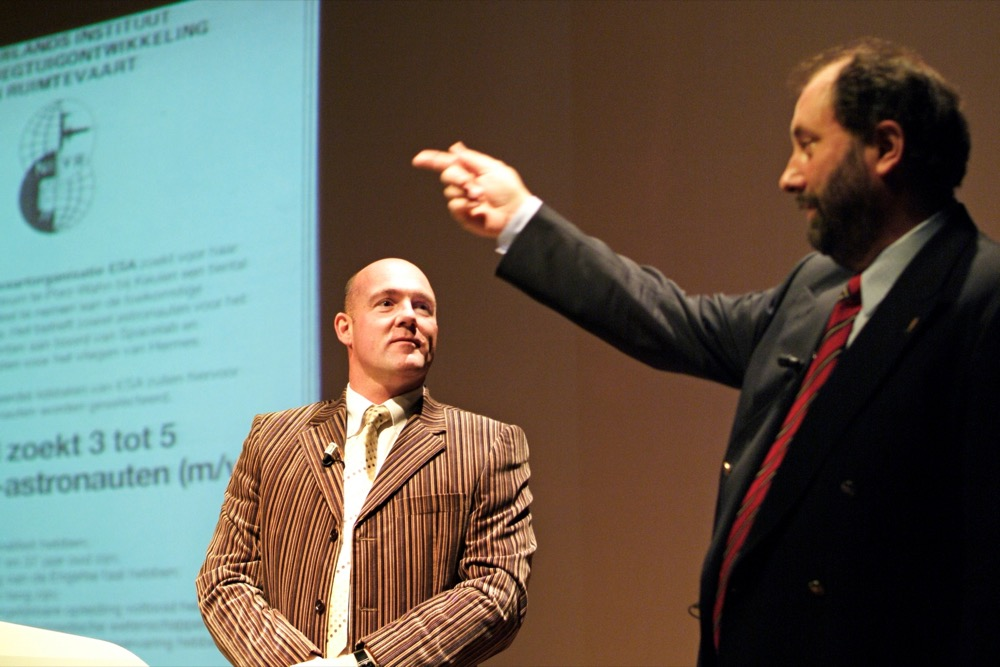
André Kuipers en prof. Gerrit Kroesen (TUe) bij een presentatie van het Arges-project in 2004

Het Arges-project was een onderzoeksproject op het gebied van energiezuinige verlichting opgezet door de Technische Universiteit Eindhoven en Philips. Doel was een bijdrage te leveren aan de ontwikkeling van energiezuinige verlichting met een hogere efficiëntie ten opzichte van de klassieke gloeilampen. 

## Onderzoek
Bij het Arges-project werd onderzocht hoe de werking van metaalhalidelampen verbeterd kon worden. Deze lampen functioneerden minder goed wanneer het gas in de lampen aan zwaartekracht onderhevig was; daarom werden de lampen getest in een situatie van gewichtloosheid (zero gravity). Onderdeel van het project waren proefnemingen in de ruimte, tijdens de Delta-missie in 2004, aan boord van het internationale ruimtestation ISS. De Nederlandse astronaut André Kuipers deed daar een aantal proeven met een carrousel van lampen.